# NGC 6643
NGC 6643 è una galassia a spirale, di aspetto un po' irregolare, sfumata, di dimensione alquanto estesa, inclinata da NE a SW. Ad un'osservazione attenta presenta zone più cospicue e zone più rarefatte nei dintorni del nucleo. Le regioni più dense di queste formazioni sono state identificate dai ricercatori come regioni HII, cioè vastissime regioni in cui è abbondante l'idrogeno ionizzato.
Fanno bella mostra pochi secondi ad est della galassia fanno due stelline prospettiche pressoché gemelle in luminosità: la GSC 4441:118 di magnitudine 12,0 e GSC 4441:525 di magnitudine 12,2, sistemate a guisa di "protezione" del lato destro.
La stella più luminosa di questa zona della costellazione del Dragone è la SAO 9050, situata a ben 14' a SE dalla galassia, di magnitudine 7,89 e tipo spettrale K5 alle coordinate 18h 12m 06,1s e +74° 20′ 03″.
Data la sua estensione, è fra le galassie di taglia medio-piccola preferite dai cacciatori di supernove, finora ne sono state scoperte due, la 2008bo e la 2008ij.
Recenti studi hanno analizzato la velocità di campo della galassia, rivelando un campo a simmetria bilaterale con velocità peculiari non circolari ma approssimate a spirali logaritmiche viste sotto un certo angolo.